# Newnham Bridge
Newnham Bridge – wieś w Anglii, w hrabstwie Worcestershire, w dystrykcie Malvern Hills. Leży 26 km na północny zachód od miasta Worcester i 188 km na północny zachód od Londynu.